# دایره کنیه‌با
دایره کنیه‌با (به لاتین: Kéniéba Cercle) یک منطقهٔ مسکونی در مالی است که در استان کایس واقع شده‌است. دایره کنیه‌با ۳۵٬۲۵۰ کیلومتر مربع مساحت و ۱۹۴٬۱۵۳ نفر جمعیت دارد.